# ولاية قبلي
ولاية قبلّي أو ڨبلي، هي ولاية تقع بإقليم الجنوب الغربي التونسي، تحديدا جنوب وشرق شط الجريد. أحدثت بمقتضى الأمر المؤرخ في 7 سبتمبر 1981. كانت تسمى منطقة نفزاوة.

## التاريخ
تعتبر قبلي من أقدم المدن والواحات في تونس وشمال أفريقيا، اذ أن أقدم دليل محسوس للوجود البشري في تونس وجد قرب المدينة ويرجع لآلاف السنين.

وإذا ما عدنا إلى تاريخ تأسيس المدينة في العصر الحديث، فأغلب المصادر تعتبر أن عبد الله بن بوزيد المحمودي الذي قدم إلى نفزاوة من طرابلس «ليبيا» لجمع الضرائب عندما كانت تتبع إداريا إلى الإيالة الطرابلسية، هو من أسس مدينة قبلي، إلا أن مصادر أخرى أكدت أن المكان كان مأهولا قبل قدومـه، فهناك من اعتبرها Ad tempelum المذكورة في مسلك أنطنيوس.

وهناك من يقول إنها kapella في اللغة اللاتينية الأفريقية و capella في اللغة اللاتينية أي المصلى في الكنيسة ومنها أشتق الاسم. وهناك من ذهب إلى أنها «قبله» أي قبلة مدينة تلمين العاصمة الرومانية للمنطقة في القرن الثاني ميلادي.

وتسمى اليوم قبلي القديمة لتميزها عن مدينة قبلي الجديدة التي بناها المستعمر الفرنسي في موقع سوق البياز الذي كان في ما مضى ينتصب فيه التجار للبيع والشراء.

منذ تأسيسها تعرضت مدينة قبلي إلى التخريب مرتين على يد جيوش البايات، كانت الأولى في عهد بنور عبد الله في أواسط القرن الثامن عشر والثانية، وهي الأعنف، إبان ملاحة الثائر غومة المحمودي سنة 1857 حيث خلفت دمارا في المساكن والمساجد وبيعت الممتلكات وتشردت العائلات.

ولم تعد المدينة إلى مسار تطورها الطبيعي إلا بعد سنوات عندما استرجع الأهالي ممتلكاتهم خاصة الواحة التي باعها الباي لحلفائه من القرى والقبائل المجاورة.

وتبرز أهمية المدينة اليوم في ثراء مكونات التراث المعماري من خلال تعدد مميزات النسيج الحضري التقليدي للمدينة وعمارتها السكنية التي يتأقلم فيها التخطيط مع المناخ ونمط العيش.

## التخطيط العمراني
النسيج الحضري لمدينة قبلي القديمة لا يختلف عما هو موجود بالقرى والمدن الواحية المجاورة ولا حتى بالمدن العربية العتيقة في العصر الوسيط وهو ما يعطي الدليل على أنها تأسست على يد عبد الله المحمودي في القرن السادس عشر ميلادي. فقد كان يحيط بها خندق تحول إلى طريق دائري سنة 1903. 

كما كان للمدينة سور يحتوي على خمسة أبواب أهمها باب البودي نسبة لأحد حراسه وهو يفتح في اتجاه الشرق وباب الزاوية ويفتح على الجهة الشمالية، حيث توجد بلاد الجريد ومن أهم مدنها توزر وباب الشباك الذي يسهل على الفلاحين الذهاب إلى بساتينهم بما أنه يفتح على الشق الأكبر من الواحة إضافة لباب السوق الذي يطل مباشرة على الرحبة وباب أرتينه من الناحية الغربية.

عدد السكان في الولاية يفوق 150 ألف ساكن. تتميّز الولاية بتنوّع الأعراق فيها. هناك ثلاث مجموعات عرقّيّة رئيسيّة:
- الأفارقة السود: يعود وجودهم إلى تجارة الرقّ التي كانت تشتهر بها قبلّي في وقت من الأوقات.
- الأمازيغ: السكّان الأصليون.
- العرب: يشكلون الأغلبية، جاء أغلبهم من وسط وجنوب الجزيرة العربيّة إبّان الفتح الإسلامي لإفريقية (تونس التاريخية) وشمال أفريقيا ثم خاصة مع الزحف الهلالي وخاصة من بني سليم، وأخيرا المحاميد الذين جلبهم عبد الله بن بوزيد المحمودي بعد تدميره لمدينة نفزاوة في القرن السادس عشر ميلادي (أولاد بلوم).

شهدت ولاية قبلّي هجرة شديدة إلى أوروبا وخاصّة فرنسا في الخمسينات والستينات والسبعينات ممّا أفرز مجتمعا كاملا من المغتربين الذين لا يزالون يعودون للجهة دوريّا ويشكّلون عاملا مهمّا في تحريك الاقتصاد المحلّي للولاية.

## الجغرافيا

### الموقع
تبلغ مساحة ولاية قبلي 22454 كلم مربع أي 14.43 بالمائة من مساحة البلاد، يبلغ عدد سكانها163,257 نسمة (2017).
وتقع الولاية في الجنوب الغربي من البلاد التونسيّة بين أحضان واحات النخيل، وتعتبر بوابة الصحراء الممتدة في مجالها الطبيعي إلى الجزائر. يحدّها:
- شمالا: ولاية قفصة
- جنوبا: ولاية تطاوين
- غربا: ولاية توزر والحدود الدوليّة مع الجزائر
- شرقا: ولايتا قابس ومدنين

تحتوي ولاية قبلّي على جزء كبير من شط الجريد وهو أكبر سبخة ملحية في تونس.

تتميّز الولاية بالعديد من المناظر الطبيعيّة الخلاّبة خاصّة الصحروايّة منها ممّا جعلها قبلة هامّة للسياحة الصحراوية.

### المناخ
صحراوي بارد في الشتاء وحار في الصيف، مع قليل من التساقطات في فصل الشتاء.

في 7 يوليو 1931، شهدت ولاية ومدينة قبلي أعلى درجة حرارة في القارة الإفريقية والتي قدرت ب 55 درجة مئوية، حسب المنظمة العالمية للأرصاد الجوية، وقد سجلت بهذا في موسوعة غينيس للأرقام القياسية.

## إداريا

### المعتمديات
عند تأسيسها عام 1981 كانت ولاية قبلي تتكون من ثلاث معتمديات هي: معتمدية قبلي ومعتمدية دوز ومعتمدية سوق الأحد. ثم تضاعف عدد معتمدياتها إذ أحدثت الفوار عام 1984، وقسمت معتمدية قبلي إلى معتمديتين واحدة شمالية وأخرى جنوبية وذلك عام 1991 ثم قسمت معتمدية دوز إلى معتمديتين كذلك: معتمدية دوز الشمالية ومعتمدية دوز الجنوبية عام 2003 أضيفت لها حديثا معتمدية رجيم معتوق بعد التركز السكاني بعد إحياء مشروع الواحات الجديدة التي امتدت على عديد القرى الناشئة.

### قرى الولاية
عرفت ولاية قبلي منذ القديم بكثرة قراها، ومن بينها في الوقت الحاضر (حسب الحروف الأبجدية):

استفطيمي؛ أم الفرث؛ أم الصمعة؛ بازمة؛ بشري؛ بشلي؛ بشني؛ البرغوثية؛ البليدات؛ بني محمد؛ بوعبد الله؛ تلمين؛ تنبيب؛ الجديدة؛ الجرسين؛ جزيرة الوحيشي؛ جمنة؛ دوز؛ الرابطة؛ رجيم معتوق؛ زاوية الحرث؛ الزوية؛سعيدان؛ الصابرية؛ طنبار؛ فطناسة؛ الفوار؛ القطعاية؛ القلعة؛ القليعة؛ مزرع ناجي؛ المنصورة؛ المنشية؛ نقة؛ نويلالفردوس النصر الامل السلام1 السلام2 المطروحة

## الاقتصاد
شهد اقتصاد الولاية عدّة مجالات عبر التاريخ. يستوجب ذكر أنّ مدينة قبلّي كانت مركزا لتجارة الرقّ الأسود المصدّر لأوربا وهذا يفسّر تواجد الأفارقة السود في الجهة.

الاقتصاد الحالي قائم على قطاعيين رئيسيين هما الفلاحة والسياحة.

### الفلاحة
أهمّ منشّط اقتصادي للولاية التي تشتهر خاصّة بإنتاج التمور عالية الجودة التي تصدّر لكافّة أنحاء العالم. لعبت التمور دورا كبيرا في تنمية اقتصاد الولاية وازدهار أغلب مناطقها.

### السياحة
دخلت السياحة الولاية مع بدء تفعيل وتشجيع السياحة الصحراوية بالجمهوريّة التونسيّة لتعويض الكساد الذي تشهده السياحة الشاطئيّة في الفصول الباردة. وتعتبر دوز وجامع عقبة ابن نافع بتلمين من أبرز الوجهات السياحيّة في ولاية قبلّي.

تشهد الجهة في الصيف عودة عدد هام من المغتربين من أبنائها في أوروبا وفرنسا خاصة وهو يفعّل النشاط الاقتصادي ويوفّر العملة الصعبة للبلاد.

## أعلام ولاية قبلي
من اعلام قبلي:
- أبو داود القبلي النفزاوي: (القرن 2هـ/8م) أحد حملة العلم الخمسة لدى إباضية شمال إفريقيا، تلقى مبادئ الإباضية عن أبو عبيدة مسلم بن أبي كريمة بالبصرة في العراق، فيما بين 135 و 140هـ. واستقر بعد عودته بموطنه بنفزاوة داعيا إلى مذهبه، وقد حظي بتقدير كبير لدى أمراء الدولة الرستمية. ويبدو أنه توفي في النصف الثاني من القرن الثاني هـ.
- أبو عبد الله محمد ابن عمر النفزاوي: هو من شيوخ نفزاوة ألّف كتاب «الروض العاطر في نزهة الخاطر». وفقا لمقدمة الترجمة الإنجليزية لهذا الكتاب، فإن تأليفه على طلب من حاكم تونس الحفصي، أبو فارس عبد العزيز المتوكل، حوالي سنة 1420.
- هند صبري: فنانة من أبرز وجوه الدراما التونسية والمصرية.
- المنصف المرزوقي: طبيب وسياسي ومناضل، هو رئيس الجمهورية التونسية الثالث وذلك بعد الثورة التونسية، وتنحدر أصوله من قبلي.
- عمر بن يحيى: من أبرز العدائين التونسيين.

## وصلات خارجيّة
- مجموعة من الصور.